# 自由特許狩獵權
自由特許飼養及狩獵權（英語：Free warren），通常簡稱為特許獵權（英語：warren），是中世紀英格蘭君主授予英國臣民的一種特許經營權或特權，承諾他們在規定區域（通常是樹林或小片森林）內从事獵殺某些種類獵物的行為，不會被主人視為對領地具損害。該定義中，是君主或邊境領主為發出特許權利的主權者。

## 法律
授予自由特許狩獵權可相當於贈予禮物，或相當於對價的交換，並且可在授予之後再被受讓人轉讓。其所規定的區域可能與受讓人的自由保有地契範圍相同，也可能並不在此範圍內，或甚至與受讓人土地間相距甚遠。自由特許狩獵權利並不自動延伸至土地的自由持有者。 
儘管該種特許狀的權利，通常在森林法背景下討論，但唯一適用於其的法律是普通法。因此儘管簽發令狀是最終源於君主，但適用於獵場偷獵者的法規則限於普通法上的竊盜和非法入侵罪。 
此特許狀的特權是一種互惠關係。特許權的受讓人，得以豁免於受規定土地內所有獵物均為君主的財產相關法律約束，但受讓人有義務承擔管理和保護君主名下土地內獵物的責任，以防止其他想要獵殺獵物的人做出侵權。

## 字源
現代英語warren ← 中古英語 warrene, warreine ← 古諾曼語 warrenne ←日耳曼語 * warian的現在分詞「照顧；使關心（為了）」 ← * waran的使役動詞「關心」 ← *war 「關心」。担保人的同源雙生字。與古高地德語 werien (即*wärian )“「保衛、保護」有關，也與英語「a-ware, wary」有關。 

## 自由及圍封場域的範圍
free warren最初用途是作為法律術語。然而，由於該特許權同時定義了一組物種和特定地理範圍，因此就出現了自然的語義擴展，即該術語也涵蓋至單類動物形成的一個群體，或指代它們所棲息的土地。由於對於沒持有自由特許狩獵權的自由持有者來說，出於實際需要而需要圍蔽其繁殖設施，這些「封閉獵場」或家養兔場也開始被簡單地稱為warren（該術語被記錄於1378年；牛津英语辞典）。1649年還有記錄顯示其隱喻用法「人口密集的居住空間集群」。

## 與英語典獄長的關係
warenna一詞的中世紀拉丁語形式曾用於《大憲章》等法律文件中。此外，守護者（warden）的職位也用於管理獵場：
(5) 但監護人只要保管土地，就應維護保養屬於土地的房屋、公園、獵場、池塘、磨坊及其他物品，不得擅自處置；
皇室森林的守護者通常是距離最近的皇家城堡的鎮守官或警卫；隨著時間推移， warrener這個較低級別的頭銜逐漸演變為，最低級狩獵特許權場域的保管人。

## 與英語令狀的關係
自由特許狩獵權中配搭的形容詞自由，非指特許狩獵場域周圍沒有圍欄，而是指狩獵的「自由」來自於主權者簽授的令狀。也就是說， 
「令狀」一詞很早就出現在憲法文件中：它出現在亨利二世統治時期的克拉倫登巡迴法令和森林巡迴法令中。 ，但都不符合其現代意義。其原意似乎更類似於擔保 (qv)、保證或擔保；在某種程度上，該術語暗示了簽發令狀的人作出的擔保或陳述，即根據令狀行事的人可以這樣做而不會受到任何法律處罰。
warrant 、 warrantor和warranty等術語，均在1184年英王亨利二世的森林巡回令（Assize of the Forest/Woodstock）中使用： 
第二條另外，他下令，任何人不得在他的森林裡攜帶弓箭、狗或獵犬，除非 [此人] 持有國王或其他可以 [合法] 成為其擔保人（warrantor）的人的授權令狀（warrant）。
第九條條款規定，國王禁止所有牧師犯下任何觸及他的鹿肉或森林的罪行。他嚴厲命令他的護林員，如果他們發現此類人犯有罪行，他們必須毫不猶豫地對這些人採取行動，將他們控制並監禁；他本人將提供充分的授權證明（warranty）。

## 特許獵場獸類
狩獵許可僅限於某些類型的動物。一般來說，對有害類（定義為食肉動物和其他不適合食用的野獸）的殺戮不受管制。然而這個定義也可靈活適用，如對待狼、狐狸、獾或熊等野獸，取決於其是否可被認定為人們用途提供良好娛樂。實際上，因除受讓人之外，任何人都不被允許在特許狀圈定區域內持有狩獵工具，所以一般人士只能在公用地或荒地範圍殺死有害類。

### 法學相關研究
被引用次數最多的森林法權威約翰·曼伍德其著述，列舉認為屬於該範圍內的野生動物（beasts of warren）如下： 
「屬於特許獵場獸類的走獸和禽鳥有：野兔、兔、野雞和鷓鴣，除此之外均不在此限之內。」
然而其歸類有所欠缺，如在14世紀時的狍子就被從「森林野獸」轉認定為「特許獵場獸類」。 在當代英格蘭命名屬於Warren的林地內，還可發現狍子。 1911年版百科全書為曼伍德名單，新增加狍子、丘鷸、鵪鶉、秧雞和蒼鷺。 另一方面，松鸡並未歸為特許獵區內鳥類。 有時狐狸、狼、貓、獾和松鼠也會被納入名單之中。 
家豬因英格蘭法律賦予的牧豬關係，有時也會被誤認為屬於特許獵場獸類。 

## 書目
- ARTFL 项目：韦氏词典，1913 年，第 *Blackstone，xxx 页。 9999。英国法律评论[http://www.yale.edu/lawweb/avalon/blackstone/bk2ch27.htm 在线版本的存檔，存档日期2006-06-14.
- Manwood, John.  1598. A Treatise and Discourse of the Lawes of the Forrest在线版[永久]
- 英格兰和威尔士的森林和狩猎场，约 1500 年至 1850 年，术语和定义表
- Craies, William Feilden. . Chisholm, Hugh  (编).  11 (第11版). London: Cambridge University Press: 440–441. 1911.
- Craies, William Feilden. . Chisholm, Hugh  (编).  28 (第11版). London: Cambridge University Press: 327–327. 1911.
- Chisholm, Hugh (编). .  10 (第11版). London: Cambridge University Press: 644–645. 1911.
- Stubbs, William. 1900 Select Charters and Other Illustrations of English Constitutional History, p. 74. Oxford: The Clarendon Press.
- 《大宪章：约翰国王大宪章评注及历史介绍》，作者：威廉·夏普·麦基奇尼（格拉斯哥：麦克莱霍斯，1914 年）。